# Philippe Colin
Philippe Colin, född den 14 september 1979 i Besançon, Frankrike, är en fransk kanotist.
Han tog bland annat VM-guld i K-2 1000 meter i samband med sprintvärldsmästerskapen i kanotsport 2007 i Dartmouth Kanada.